# Нижняя Бургундия
Королевство Нижняя Бургундия (фр. Basse Bourgogne) — одно из государств, образовавшихся в процессе распада империи Карла Великого. Королевство включало юго-восточную часть современной Франции: Прованс, Дофинэ, Конта-Венессен, Савойю, а также некоторые территории на правом берегу Роны (Лионне и Виваре). Образованное в 879 году, государство просуществовало до 933 года, когда оно было объединено с Верхней Бургундией в единое Бургундское королевство (Арелат). Так как политический центр Нижней Бургундии находился в Провансе, государство также часто называют королевство Прованс (лат. Regnum Provinciae).

## Возникновение королевства
Королевство Нижняя Бургундия возникло в процессе распада империи Карла Великого во второй половине IX века.

### РазделСрединного королевства
В 855 году Лотарь I, старший внук Карла Великого, завещал своё Срединное королевство трём своим сыновьям (Прюмский договор). Самый младший, Карл, получил Прованс и земли между долиной Роны и Альпами (Цисюранская Бургундия). Так возникло крупное территориально-политическое образование, охватившее бо́льшую часть бывшего Франкского королевства Бургундия от Юрских гор до Средиземного моря.

### Раздел владений Карла Прованского
В год смерти своего отца Карл был несовершеннолетним. Его опекуном и фактическим правителем королевства стал его дядя, Жерар, герцог Лиона и Вьенна. Карл страдал эпилепсией, и окружение короля сомневалось, что у него могут родиться дети. В 859 году Жерар устроил договор, согласно которому Карл признал своим наследником брата Лотаря II, короля Лотарингии.
Однако, когда 25 января 863 года Карл умер, другой его брат, король Италии Людовик II, раньше Лотаря прибыл в Прованс. Он присоединил владения Карла к своим, и Лотарь не смог заставить Людовика выполнить соглашение 859 года. Жерар сумел сохранить за собой Лионское герцогство (районы Лиона, Вьенна, Гренобля и Юзеса), и оно вошло в состав королевства Лотаря II.
Когда в 869 году умер Лотарь II, его владения были разделены (Мерсенский договор) между Западнофранкским королевством (будущая Франция) и Восточнофранкским (будущая Германия). При этом земли вдоль нижнего и среднего течения Роны достались западно-франкскому королю Карлу II Лысому. В 871 году он передал Вьенн и Лион своему шурину Бозону. Остальные земли Нижней Бургундии (включая Прованс) перешли к Карлу II Лысому после смерти в 875 году короля Италии Людовика II, сына Лотаря I.

### Отложение от каролингского дома
В 879 году после смерти короля западных франков Людовика II, сына Карла II Лысого, аристократия и духовенство Прованса отказались признать власть его преемников Людовика III и Карломана II. На синоде в Мантайле они избрали своим королём графа Вьеннского Бозона, мужа Ирменгарды, дочери покойного короля Италии Людовика II. Он оказался первым за последние сто лет монархом на территории Франкской империи, не принадлежавшим династии Каролингов. Территория государства Бозона соответствовала южной части бывшего Франкского королевства Бургундия, землям бывших римских диоцезов Арля, Экса, Вьенна, Лиона, а также Савойя и Виваре.

## Политическая история
Государство Бозона сразу подверглось атаке западно-франкских королей. В 880 году был захвачен Макон и ряд территорий к северу от Лиона, однако взять Вьенн не удалось, и в целом королевство Бозона сохранило свою территориальную целостность.

### Правление Людовика Слепого
После смерти Бозона в 887 году император Карл III Толстый признал права его сына Людовика на Нижнюю Бургундию. В августе 890 года на собрании баронов и прелатов королевства в Валансе Людовик был официально избран королём Арля, Прованса и Нижней Бургундии. В 890-х годах Людовику пришлось отражать набеги арабских пиратов, обосновавшихся в устье Роны.
Король Нижней Бургундии Людовик, по матери был внуком императора Людовика II. В 900 году он начал борьбу за императорскую корону, предпринял поход в Италию и в 901 году был коронован в Риме. Однако вскоре войска Людовика были разбиты маркграфом Фриуля Беренгаром, и он был вынужден вернуться в Прованс. В 905 году Людовик попал в плен к Беренгару, был ослеплён и отказался от претензий на Италию.
После возвращения в Прованс Людовик передал значительную часть своих полномочий Гуго, графу Арльскому, женатому на сестре короля.

### Правление Гуго Арльского
Гуго до самой смерти Людовика Слепого в 928 году был фактическим правителем Нижней Бургундии, а после стал его официальным преемником. Он перенёс столицу государства из Вьенна в свой родовой город Арль, что резко повысило значение Прованса в составе королевства. В 925 году, получив титул короля Италии, Гуго продолжил борьбу за расширение своей власти на Апеннинском полуострове. Там его главным противником был король Верхней Бургундии Рудольф II, также возложивший на себя итальянскую корону. Для борьбы с этим противником Гуго попытался привлечь на свою сторону западно-франкского короля Рауля, но тот потребовал сюзеренитета над Лионом и Вьеннским графством. Это обстоятельство стало одной из причин заключения в 933 году договора между двумя бургундскими монархами: Рудольф II отказывался в пользу Гуго от своих претензий на Италию, а Гуго уступал Рудольфу престол Нижней Бургундии.
Результатом соглашения 933 года стало объединение Верхней и Нижней Бургундии в единое Бургундское королевство, которое позднее по своей столице Арлю получило второе название Арелат.

### В составе объединённой Бургундии

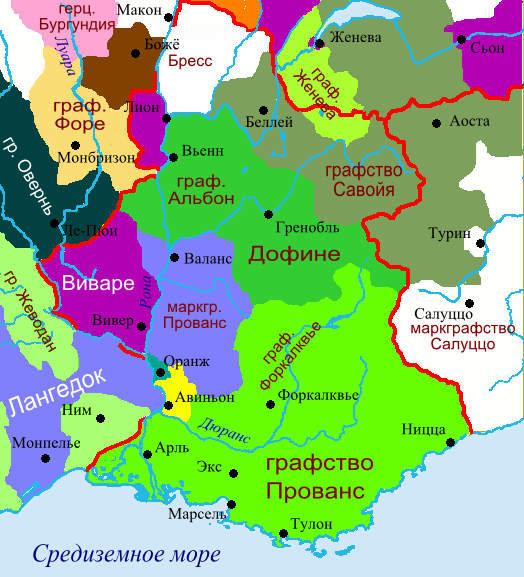
Государственные образования на территории Нижней Бургундии к 1200 г.
Владения графов Прованса
Владения графов Тулузы
Владения графов Савойи
Владения дофинов Вьеннских
Владения королей Арагона
Церковные владения Красной линией обозначены границы Нижней Бургундии, Франции и Италии на 1200 год

В Нижней Бургундии крупнейшими баронами являлись графы Вьеннские, контролировавшие северные части королевства, и графы Арльские, получившие в 973 году после изгнания арабов бо́льшую часть Прованса.
На протяжении XI века шёл процесс ослабления центральной власти в Бургундском королевстве и расширения прерогатив местных феодалов.
В 1030 году Вьеннское графство было разделено на графство д’Альбон (будущее Дофинэ) и графство де Морьенн (или Савойя).

### Потеря независимости
Рудольф III оказался последним монархом независимой объединённой Бургундии. После его смерти в 1032 году королём был избран король Германии и император Конрад II, а в 1034 году обе Бургундии были включены в состав Священной Римской империи.
Сила императорской власти в Бургундии была, однако, слаба, и на всей её территории фактическая власть оказалась в руках местных правителей — на юге страны в руках графов Прованса.
Хотя императоры до XIV века продолжали носить титул короля Бургундии, в этом регионе стали усиливаться позиции Франции, которая постепенно подчинила своей власти почти все государственные образования, сложившиеся на территории бывшей Нижней Бургундии.

## Список королей Нижней Бургундии
- 855—863 : Карл, король Прованса;
- 863—875 : Людовик II, император Запада;
- 875—877 : Карл II Лысый, император Запада;
- 877—879 : Людовик II Косноязычный, король Западнофранкского королевства;
- 879—887 : Бозон Вьеннский, король Нижней Бургундии;
- 887—928 : Людовик III Слепой, король Нижней Бургундии, император Запада;
- 928—933 : Гуго, король Нижней Бургундии, король Италии;
- 933—937 : Рудольф II, король Верхней и Нижней Бургундии;
- 937—993 : Конрад I, король Бургундии;
- 993—1032 : Рудольф III, король Бургундии.
- 1034 : вхождение Бургундии в состав Священной Римской империи.